# 第84步兵師 (德國國防軍)
德國國防軍陸軍第84步兵師（德語：84. Infanterie-Division）是納粹德國國防軍陸軍的一個步兵師。該師於1944年2月組建。
該師組建後，調至法國諾曼第，應對盟軍的登陸行動。
該師在法萊斯包圍戰期間被殲，1944年9月重建。
該師最後於1945年3月大學校隊行動期間在韦瑟尔再度被殲。

## 註腳
1. ↑  Mitcham（2007年）